# Движение за объединение Румынии и Молдовы

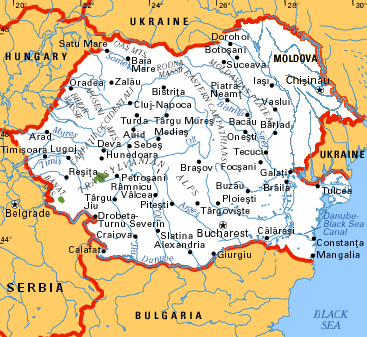
Один из вариантов объединения Румынии и Молдовы (без Приднестровья)

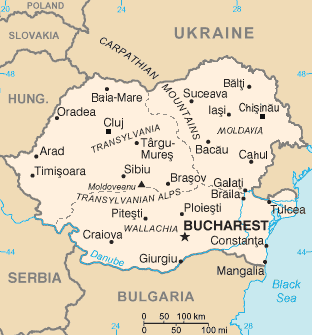
Один из вариантов объединения Румынии и Молдовы (с Приднестровьем)

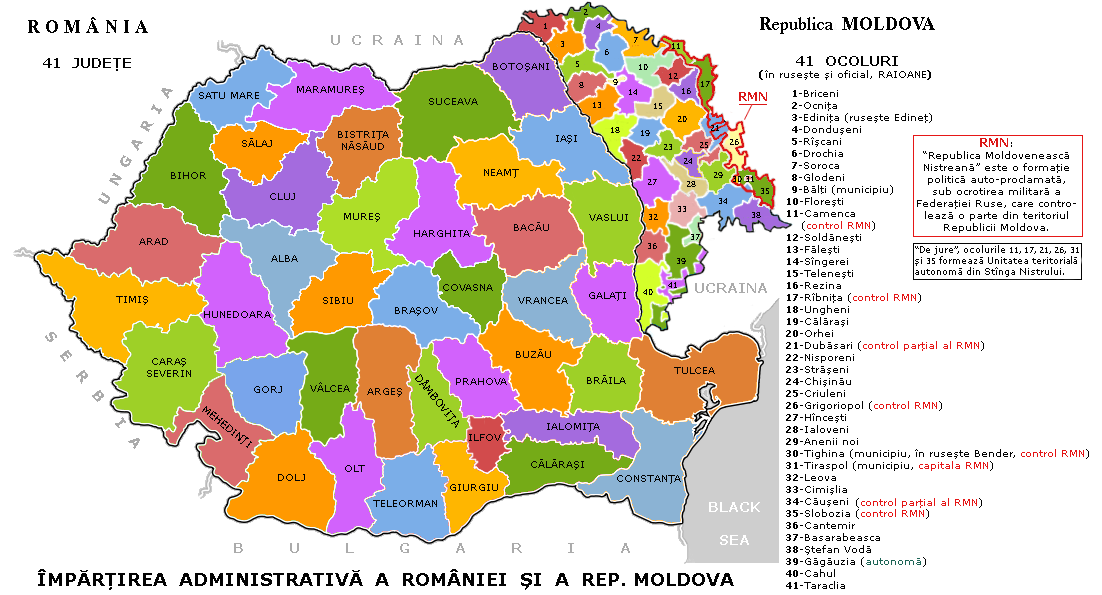
Карта административного деления Румынии и Молдовы

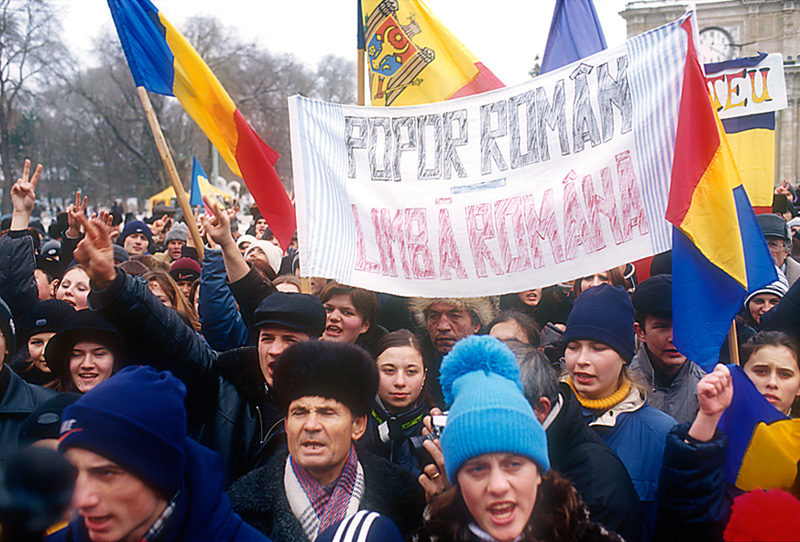
Демонстрация в Кишинёве (9 января 2002)

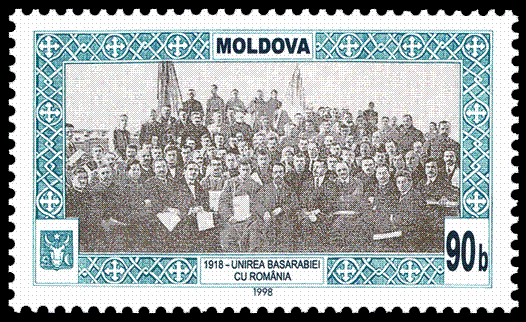
Почтовая марка Молдовы, выпущенная в 1998 году к 80-летию вхождения Бессарабии в состав королевства Румыния

Движе́ние за объедине́ние Румы́нии и Молдо́вы, или униони́зм — социальное и политико-экономическое движение, имеющее разные характеристики и разный уровень поддержки в современных государствах Молдова и Румыния.
Имеет давнюю историю — с момента образования первых средневековых дунайских княжеств в XIV веке до настоящего времени и своеобразное развитие, включающее в себя периоды угасания и усиления. Сторонников этого движения называют унионистами (рум. Unionişti, от рум. Unirea — союз), а само движение — унионизм. Противников движения называют молдовенистами (рум. Moldovenişti), а движение — молдовенизм.

## История
Общественное мнение как в Румынии, так и в Молдове воспринимало идею объединения неоднозначно и со временем заметно колебалось. В Молдове идеи унионизма исторически имели гораздо меньшую поддержку. В Средние века это отчасти объяснялось периодом феодальной раздробленности, когда местные молдавские князья не желали утрачивать свою независимость. Молдавское княжество стало пристанищем для многих валашских семей, не желавших мириться с засильем венгерских и немецких феодалов в княжестве Трансильвания, а также турок и греков в Валашском княжестве.

### XX век
Присоединение к Румынии Трансильвании, Бессарабии, Южной Добруджи и Буковины в 1918 году дало надежды на успешный «энозис» румын в одном государстве (Великая Румыния). Пребывание ряда смежных регионов в составе Румынии в начале XX века и связанные с этим попытки их румынизации завершились неудачно в связи с присоединением Бессарабии и Северной Буковины к СССР в 1940 году.
В период между 1918 и 1940 годами процесс интеграции Бессарабии в Румынию отчасти тормозился действиями румынской армии и региональной администрации, а отчасти — национальными меньшинствами, проживающими на этой территории.
Наибольшее неприятие союза с Румынией демонстрировали гагаузы, болгары и евреи. Активное сопротивление ей оказывало и русскоязычное население. Среди этнических молдаван слабая поддержка или безразличие на начальном этапе быстро сменилась открытым недовольством, особенно среди молдавских крестьян. Олигархическо-бюрократические традиции, привнесённые из Румынии, заставили многих пожалеть о присоединении.
Идеологии панрумынизма и юнионизма придерживались подпольные антисоветские организации, из которых наиболее известны Лучники Штефана 1946—1947 годов.

### После революции в Румынии
Новый подъём унионистских настроений в Молдове пришёлся на конец 1980-х. Движение за объединение испытало значительный подъём в обеих странах после провозглашения политики гласности в Советском Союзе и после румынской революции 1989. Но Румыния переживала сильнейший политико-экономический кризис в связи со свержением режима Чаушеску. Унионистам, однако, удалось добиться перевода молдавской письменности на латиницу и провозглашение молдавского (румынского) языка государственным. Поднявшаяся волна румынского национализма в Молдове повлекла сепаратистскую реакцию в населённых преимущественно гагаузами и русскоязычными жителями Гагаузии и Приднестровья, последнее из которых фактически отделилось в результате приднестровского конфликта.

### Причины несогласия ПМР с политикой унионизма
Стремление к отделению от Молдовы у жителей приднестровского региона было вызвано внутриполитическими процессами в СССР и МССР — ростом молдавского национализма, провозглашение курса на выход из СССР и призывы к объединению с Румынией, введение румынского флага в качестве государственного, лишение государственного статуса русского языка и перевод молдавского на румынский алфавит. Эти явления встречали сопротивление жителей ПМР, 2/3 которых составляли славяне — русские и украинцы.
Во второй половине 1989 года в Приднестровье прокатилась волна забастовок, был создан Объединенный Совет трудовых коллективов, ставший координирующим органом народного протеста, начали звучать требования об автономии приднестровского региона.

### Ход референдума в ПМР о независимости
В конце 1989 года в Приднестровье начали проводиться референдумы об образовании Приднестровской Молдавской ССР. В связи с отсутствием возможности провести референдум одновременно на всей территории Приднестровья, они проводились в разное время в различных его частях. Референдумы проходили в городах и районах региона почти год — с декабря 1989 по ноябрь 1990. К примеру, в Рыбнице референдум прошёл 3 декабря 1989 года, в Тирасполе — 28 января 1990 года, 1 июля — в Бендерах, 12 августа — в Дубоссарах, в июле-сентябре — в селах Слободзейского района, в Григориопольском районе — 25 ноября 1990. В селах Каменского района, из-за невозможности организовать референдум, этот вопрос выносился на сходы граждан. В результате из 471 907 внесённых в списки избирателей приняли участие в референдуме 370 101 или 79 %. Из них «за» образование ПМ ССР высказались 355 345 человек (95,8 %).

### Последствия Референдума в ПМР, сдержавшего объединение Румынии и Молдовы
В последние годы 1980-х в результате перестройки в Советском Союзе обострились национальные вопросы. В союзных республиках возникли общественные движения, объединявшие представителей титульных национальностей этих республик. В Молдавской ССР это движение выразилось в провозглашении тезиса об идентичности молдавского и румынского языков и в призывах к объединению Молдовы с Румынией. Изначально были выдвинуты требования признать идентичность молдавского языка румынскому, а также перевести молдавский язык на латинскую графику и сделать его единственным государственным языком Молдовы. Важным шагом к возникновению конфликта в Приднестровье послужило опубликование законопроекта «О функционировании языков на территории Молдавской ССР». Проект был опубликован от имени Союза писателей Молдовы. Согласно ему, родители лишались права выбора языка обучения детей, а за использование в официальном общении иного языка предусматривалась административная и, в некоторых случаях, уголовная ответственность. Законопроект вызвал негативную реакцию среди подавляющей части населения, не владеющей молдавским языком. Дальнейшие споры о государственном языке привели к возникновению национального вопроса в Молдове и расколу общества. Когда в конце 1988 года начал формироваться Народный фронт Молдовы, в противовес ему в начале 1989 года возникло «Интердвижение». В августе 1989 года в Тирасполе был создан ОСТК — Объединенный Совет трудовых коллективов, который противостоял Народному фронту. Поводом к формированию ОСТК послужило опубликование законопроекта о государственном языке. Затем Парламент МССР переименовал МССР (Молдавию) в ССРМ (Молдову) и провозгласил единственным государственным языком в Молдове — румынский (с переводом молдавского языка с кириллической графики на латиницу). Депутаты из левобережья, города Бендеры и гагаузских районов были избиты многотысячными прорумынскими активистами Кишинёва прямо у входа в Парламент Молдовы за отказ голосовать за этот Закон (тяжелее всех пришлось гагаузам — их госпитализировали c травмами). В итоге избитые депутаты отказались участвовать в заседаниях в Кишинёве, а постановили собираться исключительно в городах Тирасполе и Комрате. За это их исключили из КПСС (в том числе некоторых депутатов от Дубоссар, которые никогда в партии не состояли), вручив им уведомления об исключении из КПСС в зданиях городских и районных КГБ ССРМ (Молдовы), куда они были вызваны по повесткам, а также сообщив им, что они отныне уволены со своих основных мест работы «за нарушение трудовой дисциплины и систематические прогулы», так как их командировочные удостоверения отказались заверить в Парламенте ССРМ (Молдовы).
На фоне политического противостояния ОСТК организовал на левобережье Днестра, где большинство населения составляли просоветски настроенные русскоязычные молдаване, русские и украинцы, забастовки и митинги. Во многих городах будущего Приднестровья начался переход на сторону народных депутатов: правоохранительных органов, отказавшихся подчиняться Кишинёву. Позже, после референдума об образовании ПМССР и кризиса в Гагаузии, провозгласившей независимость на день раньше Приднестровья в результате конфликта о языке (гагаузам ССРМ отказала в праве быть отдельным народом и сохранять свою национальную самоидентичность), началось формирование гвардии ПМР, которая приняла непосредственное участие в конфликте. К началу первых столкновений Дубоссары уже контролировались властями Приднестровья: городским советом народных депутатов, избранным полностью в соответствии с законодательством ССРМ на всесоюзных местных выборах в марте 1990 года. На всесоюзном референдуме весны 1991 года население Дубоссар (и всего Приднестровья), несмотря на запрет властей Молдовы в нём участвовать, единодушно высказалось против курса ССРМ на независимость и за сохранение СССР.

## Формирование непризнанной ПМССР как ответ на унионизм в Молдове

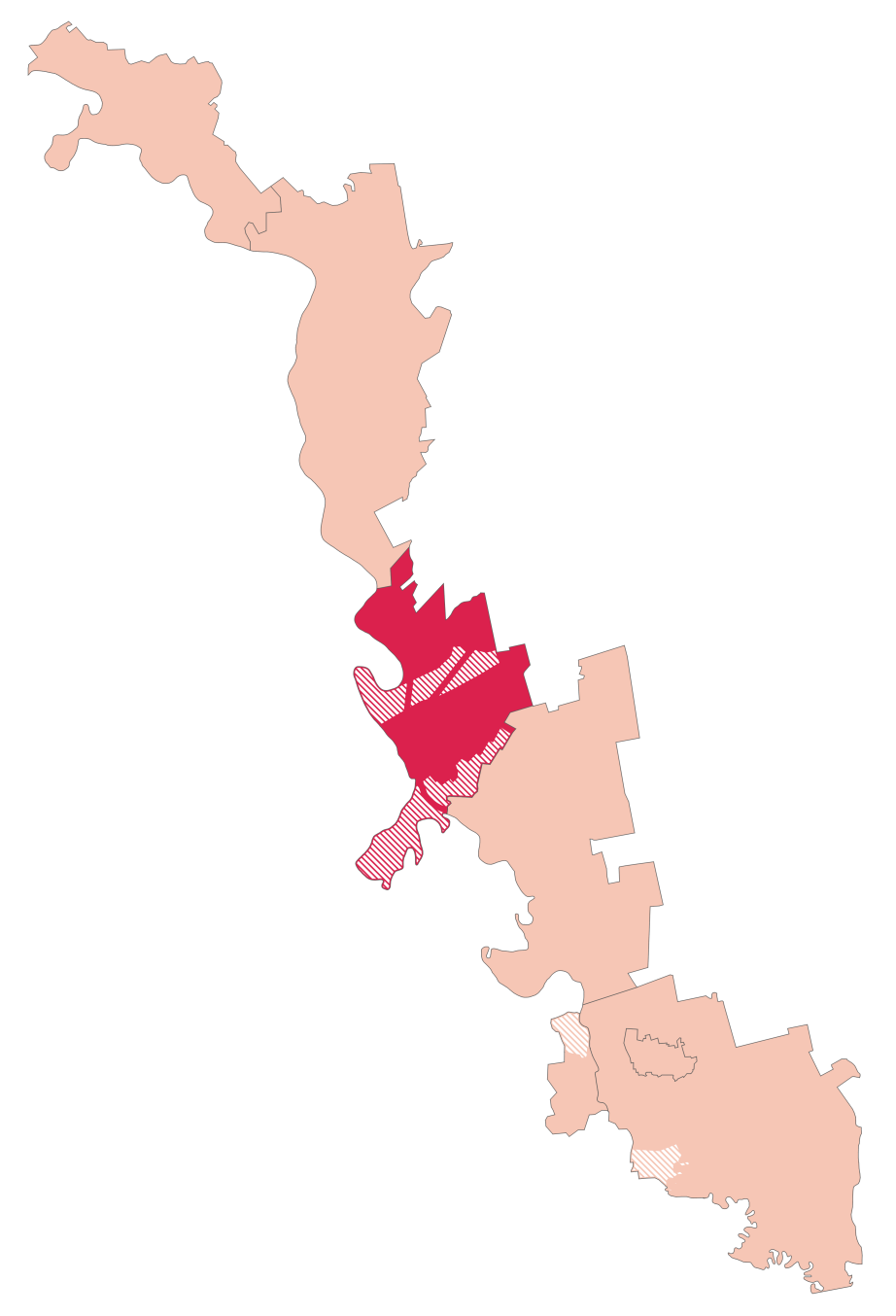
Дубоссарский район ПМР на карте Приднестровья. Территории, заштрихованные розовым, заявлены руководством ПМР как часть республики, однако их западная половина контролируются Молдовой, а восточная половина — Приднестровьем

Дубоссары сыграли важную роль в формировании Приднестровья в 1989—1990 годах. 12 августа 1990 года в городе состоялся референдум об образовании ПМССР. В Дубоссарах было открыто 7 участков для голосования. По мнению молдавской стороны, во время Референдума якобы были грубо нарушены правила голосования, в частности, на участки отказались прибыть прорумынски настроенные наблюдатели (они же всячески запрещали людям участвовать в Референдуме).
2 сентября 1990 года в болгарском селе Парканы (между городами Тирасполем и Бендерами) прошёл 2-й съезд депутатов всех уровней из восточных регионов Молдовы, который был созванн в соответствии с законом СССР «О местном самоуправлении». На нём присутствовало 612 человек депутатов сельских, городских, районных советов и Парламента Молдовы из городов и районов будущей ПМССР. Съезд провозгласил Приднестровскую Молдавскую Советскую Социалистическую Республику (ПМССР), в которую вошёл город Дубоссары. Временным руководителем ПМССР стал исключённый из КПСС Игорь Смирнов (народный депутат Парламента Молдовы, председатель Тираспольского городского совета народных депутатов, директор Тираспольского завода им. Кирова), Председателем временного Верховного Совета ПМССР стал исключённый из КПСС Григорий Маракуца (народный депутат Парламента Молдовы, заместитель председателя Каменского районного совета народных депутатов). Их первыми заместителями (исполняли обязанности руководителей Республики и Верховного Совета во время ареста без предъявления обвинения властями Молдовы И. Смирнова и Г. Маракуцы с августа по декабрь 1991, в нарушение Закона «О статусе народного депутата») были избраны беспартийный Андрей Манойлов (народный депутат Парламента Молдовы, заместитель председателя Тираспольского городского совета народных депутатов, таксист, председатель забастовочного комитета работников транспорта г. Тирасполя) и член КПСС Александр Караман (2-й секретарь Слободзейского райкома КП Молдовы, врач, депутат районного Совета народных депутатов г. Слободзеи), с 2014 года — вице-примьер по социальным вопросам Совета министров Донецкой Народной Республики.
Новое государственное образование наравне с Гагаузской Советской Социалистической Республикой (была создано на юге ССРМ аналогичным способом гагаузами 01.09.1990) не было признано в качестве союзной республики властями Советского Союза при попытках договориться о некоей «федерации». В 1991 году ПМССР была переименована в Приднестровскую Молдавскую Республику (ПМР).

## Настоящее время

### Молдова
В Молдове существуют политические партии, выступающие за объединение с Румынией. Среди политической элиты Молдовы наблюдалось также стремление к интеграции страны в Европейский союз при сохранении независимости Молдовы. В октябре 2009 премьер-министр Молдовы Влад Филат заявил, что «Молдова состоялась как государство, и люди, которые здесь живут, считают себя гражданами этой страны. Объединения не хочет население, и оно невозможно юридически». Тем не менее, 25 марта 2012 года в Кишинёве имело место столкновения между унионистами и молдовенистами.

### Приднестровье и Гагаузия
Планы по объединению с Румынией стали одной из причин приднестровского конфликта в 1989—1992 годах, а также стимулировали гагаузов к получению национально-языковой автономии. В случае объединения с Румынией эти два образования получат веский аргумент в пользу их выхода из состава Молдовы.

### Румыния
1 июля 2006 года, примерно за полгода до вхождения Румынии в состав Европейского союза, президент Румынии Траян Бэсеску на приёме в дворце Котрочень высказал предложение своему тогдашнему молдавскому коллеге Владимиру Воронину объединиться в единое государство с целью одновременного вступления в ЕС. Воронин не поддержал этот план.
В 2010 году им же было сделано заявление о том, что Молдова может войти в состав Румынии в ближайшие 25 лет. По его словам, граница Румынии (и Евросоюза) прошла бы по Днестру, а Украина получила бы сильный стимул для дальнейшей демократизации и интеграции в ЕС. Также Бэсеску подчеркнул, что Бухарест никогда не подпишет договор о границе с Молдовой, так как это «узаконило бы пакт Молотова-Риббентропа». В ноябре 2013 года Траян Бэсеску повторил предложение создать единое государство, однако премьер-министр Молдовы Юрий Лянкэ в ответ на это заявил, что Молдова не готова к объединению с Румынией.

## Опросы
По данным социологического опроса, проведённого в 2006 году в Румынии, идею присоединения Молдовы поддерживают 44 % населения, а 28 % высказалось против.
В октябре 2009 года IMAS-Inc провела социологический опрос в Молдове. Респондентов просили оценить отношение между идентичностью молдаван как румын по шкале от 1 (полностью один народ) до 5 (два разных народа). Опрос показал, что 26 % от всех принявших участие заявили, что молдаване и румыны — это полностью один народ, а 47 % заявили, что это частично или полностью разные народы. Результаты отличались в разных категориях респондентов. К примеру, 33 % молодых опрашиваемых (18-29) указали, что румыны и молдаване — это один народ, 44 % — что разный, среди пожилых респондентов (старше 60) проценты были другими — 18,5 % и 53 %. Процент тех, кто считает румын и молдаван одним народом, выше среди людей, для которых родной язык — румынский (30 %), среди городских жителей (30 %), среди людей с высшим образованием (36 %) и среди жителей столицы (42 %).